# Smědčice
Smědčice är en ort i Tjeckien.   Den ligger i regionen Plzeň, i den västra delen av landet, 70 km väster om huvudstaden Prag. Smědčice ligger 345 meter över havet och antalet invånare är 141.
Terrängen runt Smědčice är huvudsakligen platt, men österut är den kuperad. Runt Smědčice är det tätbefolkat, med 411 invånare per kvadratkilometer. Närmaste större samhälle är Plzeň, 11,2 km sydväst om Smědčice. I omgivningarna runt Smědčice växer i huvudsak blandskog.